# Tramvajová doprava v Opolí
Tramvajová doprava v Opolí je nerealizovaný projekt zavedení tramvajové dopravy v polském městě Opolí.

## Historie
Koncepce zavedení tramvají v Opolí byla předložená v roce 1910, kdy bylo Opolí v rámci Pruska hlavním městem vládního obvodu a mělo přes 30 000 obyvatel. Okamžitým impulsem k zahájení projekčních prací bylo uvedení do provozu městské elektrárny.
Podle předpokladů měla tramvaj spojovat hlavní nádraží s Prószkówem. Navíc se v té době očekával rozvoj Opolí směrem na jih, kde měla být postavena sídliště a průmyslové závody. 
Nakonec nebyl projekt realizován z několika důvodů: potřeba nákladných demolic v historickém centru, nedostatečné vyhlídky na ziskovost dopravního spojení vedoucího převážně venkovskými oblastmi a nakonec vypuknutí první světové války. Po skončení první světové války pokusy o realizaci narazily na krizi komunálních financí.
V současné době základní plánovací dokumenty nestanovují provozování tramvajové sítě v Opolí. Pouze Program rozvoje integrovaného systému městské dopravy v Opolí, vypracovaný v roce 2014, počítal s možností zavedení tramvají ve 4 etapách.